# Планета (фантастичний журнал)
«Планета» (фр. «Planète») — французький науково-фантастичний двомісячний часопис, який підхоплював різні теми книги Жака Берж'є та Луї Повеля «Ранок чарівників» (фр. «Le Matin des magiciens») і позиціонував себе як орган руху фантастичного реалізму.

## Історія
Несподіваний і стрімкий успіх «Ранок чарівників» спонукав його авторів, Жака Берж'є та Луї Повеля, створити журнал, повністю присвячений темам, порушеним у цьому творі. Це мав бути журнал «Планета», гаслом якого було «Ніщо чуже нам не чуже». Після двох років, проведених у тісному приміщенні видавця Віктора Мішона на вулиці Беррі, 8 у Парижі, штаб-квартира журналу переїхала до розкішної будівлі на Єлисейських полях.
Започаткований у 1961 році (перший номер у жовтні-листопаді), журнал «Планета» містить в середньому 150 сторінок і виходить кожні два місяці. Вона була надрукована в чорно-білому кольорі у квадратному форматі (17х17 см), оскільки була «призначена для найбільших мас» за словами Луї Повеля, який пояснив цю концепцію у своїй книзі «Питання», опублікованій у 1972 році відразу після зникнення часопису «Планета».
Перший випуск «Планети», який спочатку вийшов накладом 5 000 примірників, витримав п'ять перевидань. Пікові продажі перевищували 100 000 примірників за один випуск. Амбіції журналу, які включають наукову фантастику, езотерику і незвичайні статті та есе письменників, більше спрямовані на мозковий штурм, ніж на зазіхання на традиційні науково-популярні журнали, хоча опитування показало, що 44 % читачів «Планети» є також читачами щомісячного журналу «Наука і Життя» (фр. «Science & Vie»).
«Планета» видавалася десятком іноземних мов з варіаціями в Європі та Південній Америці, а також арабським виданням у 1969 році.
Журнал був припинений, спочатку в серпні 1968 року після виходу 41 номера, а потім знову з'явився через кілька місяців під назвою «Нова планета» (фр. «Le Nouveau Planète») (23 номери з вересня 1968 року по серпень 1971 року). Назва була остаточно припинена в 1972 році, оскільки Павель хотів перейти до інших підприємств, включаючи щоквартальне видання «Питання» перший номер якого вийшов у жовтні 1973 року; «Питання» очолив Марк де Смедт у 1981 році. Недовго проіснував «Нова планета», або «Планета великого формату» (фр. «Planète grand format»), режисера Марка де Смедта, що виходив між кінцем 1971 і травнем 1972 року під назвою «Планета» і з явним посиланням на Луї Повеля як засновника, але був закритий після трьох випусків.

## Зміст
Журнал «Планета» висвітлював різні напрямки:
- Історія науки: Журнал привернув увагу громадськості, наприклад, до таких маловідомих попередників, як Руджер-Йосип Бошкович;
- Наукова фантастика: Тут публікувалися такі письменники, як Фредерік Браун, Деніел Кіз, Айзек Азімов, Артур Кларк, Рей Бредбері та Роберт Шеклі, і навколо їхніх творів розпочалися дискусії;
- Фентезі: Журнал присвятив кілька статей Говарду Лавкрафту та особливо Хорхе Луїсу Борхесу, а також опублікував деякі його оповідання (серед них — «Вавилонська бібліотека»);
- Футурологія: Інтерв'ю Айзека Азімова 1965 року на тему «Яким я бачу світ у 1995 році» виявляє майже бездоганність: єдине, чого Айзек Азімов не передбачив (як і більшість авторів середини 1960-х років) — це персональний комп'ютер;
- Мистецтвознавство;
- Соціологія;
- Етнологія;
- Етологія.

Серед провідних авторів були Еме Мішель, Ремі Шовен, Жорж Ланжелан, Бернар Гевельманс, Шарль Ноель Мартен, Жан-Еміль Шарон, Раймон де Беккер, Габріель Веральді, Франсуа де Клозе, Марк Жільбер, Жак Муссо, Рене Алло, Анрі Лаборі, Жак Леконт і Ґі Бретон. Тут навчалися відомі карикатуристи та художники: Ролан Топор, Жан Ґурмелен, Рене Петільон, П'єр Клейєт, П'єр-Ів Тремуа та інші. Секретарем редакції була Арлетт Пелтант.